# Willy Reinhard
Willy Reinhard (* 21. Mai 1967) ist ein ehemaliger deutscher Eishockeyspieler, der unter anderem für den Herner EV, die Moskitos Essen und den Iserlohner EC in der zweithöchsten deutschen Spielklasse aktiv war.

## Karriere
Willy Reinhard verbrachte die erste Hälfte seiner Eishockeykarriere größtenteils in seiner Heimatstadt Bremerhaven. Dort spielte er in der Saison 1984/85 zunächst für den EHC Bremerhaven, von 1985 bis 1993 dann mit zwei Unterbrechungen für den REV Bremerhaven, in dessen Nachwuchsabteilung er auch ausgebildet worden war. Weitere Stationen in seinen ersten Karrierejahren waren der ERB Bremen sowie der ETC Timmendorfer Strand, mit dem der Stürmer in der Saison 1988/89 als Meister der Regionalliga Nord in die Oberliga aufstieg.
Nach einem Oberliga-Jahr beim EC Harz Braunlage kam Reinhard zur Saison 1994/95 in die neu geschaffene 1. Liga, die als zweithöchste deutsche Spielklasse direkt unterhalb der Deutschen Eishockey Liga angesiedelt war. Dort war er für den Herner EV, die Moskitos Essen und den Iserlohner EC aktiv, bevor er seine Karriere im Jahr 1996 beendete.
Nach dem Ende seiner aktiven Karriere war Reinhard noch eine Zeitlang als Jugendtrainer in Timmendorf tätig, bevor er den Schausteller-Betrieb seiner Familie übernahm.

## Erfolge und Auszeichnungen
- 1989 Aufstieg in die Oberliga mit dem ETC Timmendorfer Strand

## Karrierestatistik
(Legende zur Spielerstatistik: Sp oder GP = absolvierte Spiele; T oder G = erzielte Tore; V oder A = erzielte Assists; Pkt oder Pts = erzielte Scorerpunkte; SM oder PIM = erhaltene Strafminuten; +/− = Plus/Minus-Bilanz; PP = erzielte Überzahltore; SH = erzielte Unterzahltore; GW = erzielte Siegtore; 1 Play-downs/Relegation; Kursiv: Statistik nicht vollständig)